# Ektropionieren
Ektropionieren ist eine augenärztliche Untersuchung der Innenseite des Augenlids. Dabei wird das Ober- oder Unterlid nach außen umgestülpt. Als Hilfsmittel dient hierbei ein Watte- oder Glasstäbchen, um welches das Lid herumgeklappt wird. Man unterscheidet das einfache Ektropionieren zur Beurteilung der Lidbindehaut (Conjunctiva palpebrarum) vom doppelten Ektropionieren zur Inspektion der weiter hinten gelegenen Umschlagsfalte (Fornix conjunctivae). Bei letzterem Verfahren kann ggf. ein so genannter Desmarres'scher Lidhalter (nach dem französischen Augenarzt Louis-Auguste Desmarres) zu Hilfe genommen werden.
Das Ektropionieren ist ein wichtiges diagnostisches Verfahren bei der Inspektion der Lider und dient der Ermittlung und Entfernung von Fremdkörpern, sowie der Beurteilung von Melanomen, Karzinomen oder anderen Erkrankungen, die bei bloßer Draufsicht auf die Augenlider nicht zu erkennen oder hinreichend zu untersuchen sind.